# Christuskirche (Niebüll)
Koordinaten: 54° 47′ 23,7″ N, 8° 49′ 45,6″ O
Die Christuskirche ist eine evangelisch-lutherische Kirche in Niebüll, einer Kleinstadt im Kreis Nordfriesland in Schleswig-Holstein. Die Kirchengemeinde gehört zum Kirchenkreis Nordfriesland der Evangelisch-Lutherischen Kirche in Norddeutschland.
Die Saalkirche aus Backsteinen wurde 1728/29 anstelle der zu klein gewordenen Vorgängerkirche aus dem 14. Jahrhundert errichtet. Zuvor hatte es bereits im Ortsteil Langstoft eine Kirche gegeben, die bei der Sturmflut von 1362 zerstört worden war. Sie besteht aus einem Langhaus, aus dessen Satteldach sich im Westen ein Giebelreiter erhebt, und einem freistehenden, hölzernen Glockenhaus. Den Namen erhielt die Kirche erst 1975 nach den Christusdarstellungen im Innenraum. Sie ist ein geschütztes Kulturdenkmal mit der Objekt-ID 35501 im Denkmalschutzgesetz.

## Geschichte
Die Christuskirche hatte zwei Vorgängerkirchen. Die erste Kirche befand sich in Langsumtoft, in der Nähe des heutigen Ortsteils Langstoft. Der Ort wurde bei der Zweiten Marcellusflut 1362 so schwer zerstört, dass er um 1400 aufgegeben werden musste. Daraufhin errichtete man eine neue Kirche im gotischen Stil am heutigen, deutlich höher liegenden Standort. Niebüll, das neue Dorf, ist erstmals 1436 im liber censualis episcopi Slewicensis, dem Zensusbuch des Bischofs von Schleswig, als Kirchdorf erwähnt. Letzterer wurde 1728/29 auf Befehl des Herzogs von Schleswig-Holstein-Gottorf bis auf einen kleinen Teil der Nordostwand abgebrochen, da er für die wachsende Kirchengemeinde zu klein geworden war.
Für den Neubau der Kirche stiftete König Friedrich IV. von Dänemark insgesamt 508 Balken, die als Strandgut auf der Insel Sylt angetrieben und bei Fahretoft gelagert worden waren. Der Grundstein wurde am 11. Mai 1729 durch Pastor Otto Heinrich Lützen, Diakon Jacob Friis und Lehnsvogt Broder Bahnsen gelegt. Ihre Initialen befinden sich als Maueranker am West- und Ostgiebel. Beim Neubau verwendete man die rote Ziegel des Vorgängerbauwerks, und es wurden gelbe Ziegel hinzugekauft.
Die Predigertafel zeigt an, dass die Reformation in der Kirche 1580 eingeführt wurde. Seither ist die Kirche evangelisch-lutherisch.
Im Laufe der Jahrhunderte fanden mehrere Renovierungen an der Kirche statt. So wurde 1855 der „Wolkenhimmel“ überkalkt, der hier bis dahin in ähnlicher Form wie in der Rimbertikirche in Emmelsbüll bestand. 1891/92 bekam das Gewölbe eine neue Schablonenmalerei. 1912/13 stiftete die Niebüller Spar- und Leihkasse eine neue „Zentralheizung“.
1881 goss ein Bochumer Verein für das im gleichen Jahre renovierte Glockenhaus zwei Gussstahlglocken. Die alte Bronzeglocke von 1731 wurde verkauft und vermutlich eingeschmolzen.
Bei Restaurierungsarbeiten 1925 wurde der Südstegel von 1778 restauriert. Die letzte große Renovierung der Kirche fand von 1970 bis 1972 statt. Bei dieser wurden das Gestühl erneuert und die alte mechanische Turmuhr durch ein elektronisches Uhrwerk ersetzt; dabei wurden die Ziffer vergoldet. Seither wird die Kirche nun nicht mehr von der Südseite aus betreten, sondern durch den neuen Westeingang. Das an der Südwand befindliche Karnhaus von 1859, in dem die Särge mit den Verstorbenen standen, wurde abgetragen. Außerdem wurde von der Firma von Orgelbau Paschen aus Kiel die Orgel von 1896 durchgreifend erneuert. Nach dieser letzten Restaurierung erhielt die Kirche 1975 auch ihren rezenten Namen; dabei wurde der Name von den Christusdarstellungen in der Kirche abgeleitet.
1952 wurden nach langen Verhandlungen die Kirchengemeinden Alt-Deezbüll mit der Apostelkirche und Alt-Niebüll mit der Christuskirche zur Kirchengemeinde Niebüll zusammengelegt.

## Baubeschreibung und Ausstattung

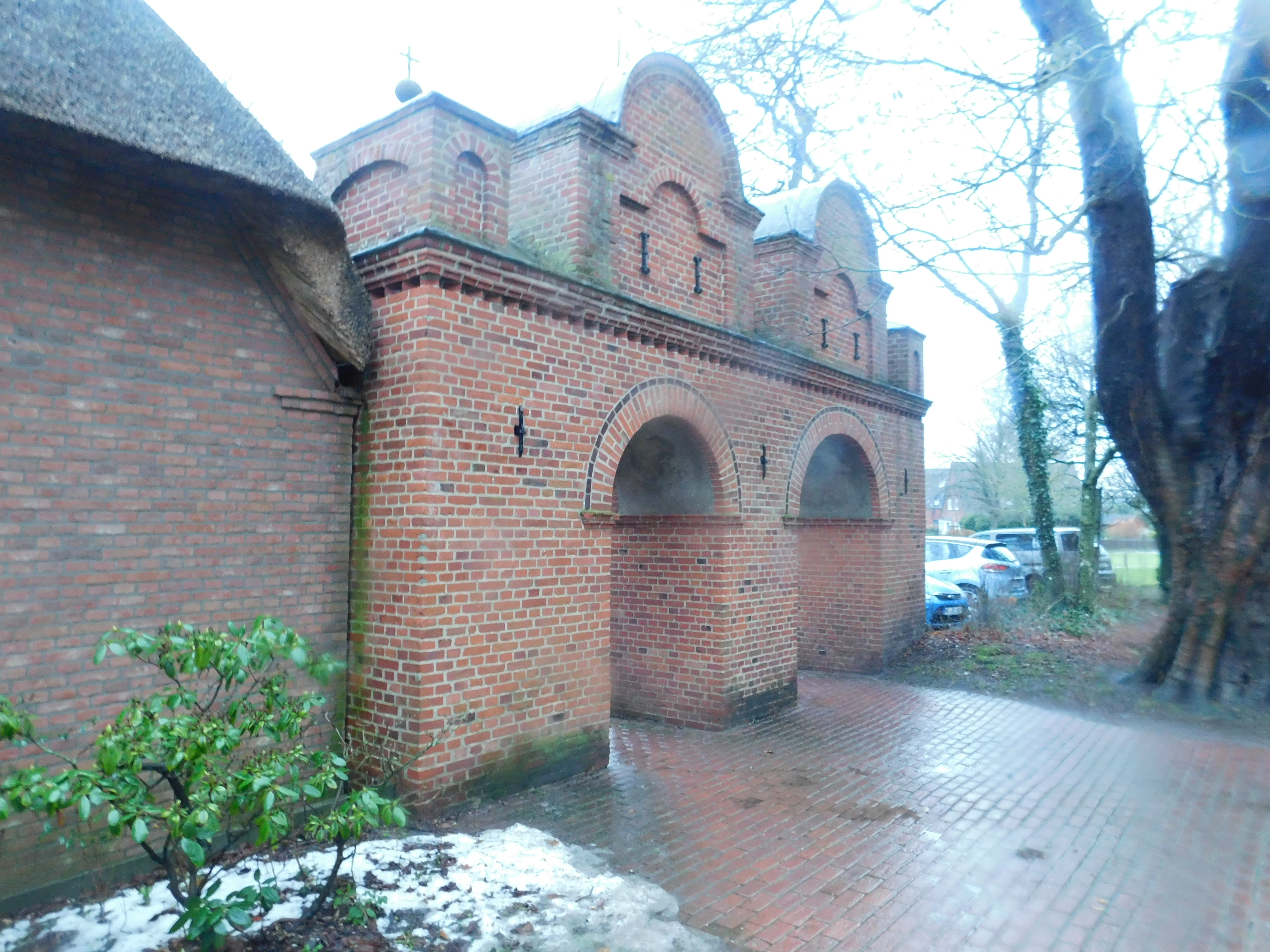
Doppeltor

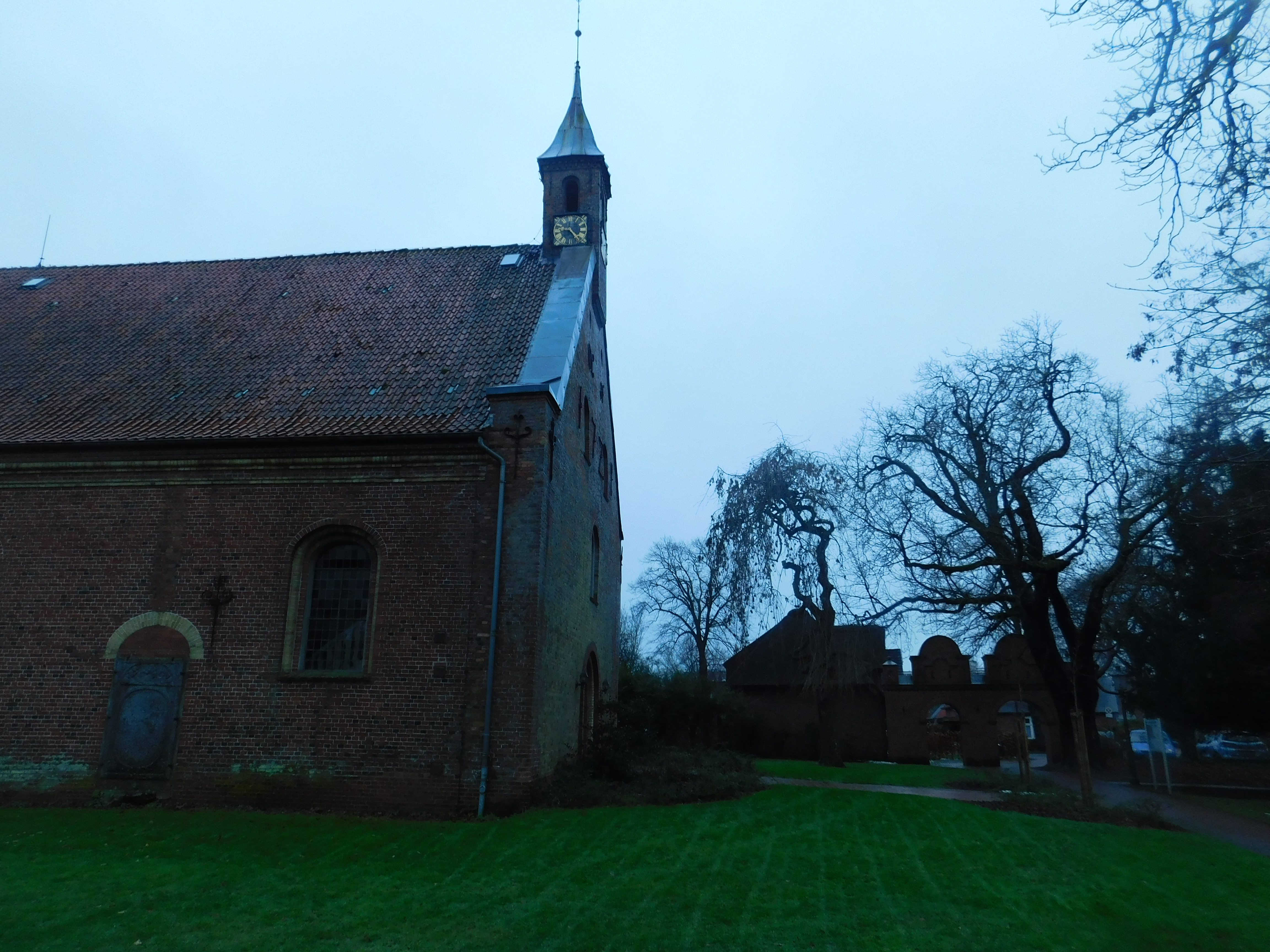
Christuskirche Vorderfront

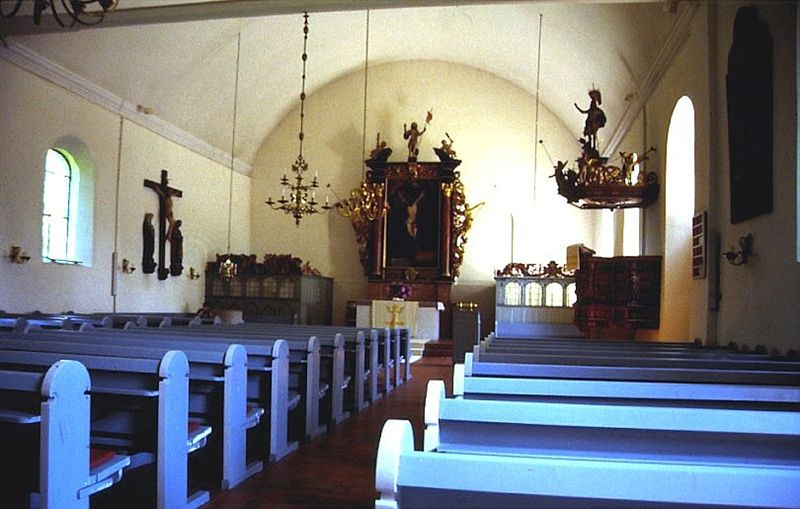
Innenraum der Kirche

Der Südstegel neben dem früheren Küsterhaus hat zwei verschieden große Tore, auf denen je drei Symbole in einem Kreuz angeordnet sind: Ringe, Waage und Schwert sowie Kreuz, Herz und Anker.

### Innenausstattung
Die Kirchenausstattung wurde zum Teil von den Vorgängerbauten übernommen, unter anderem ein Taufstein aus Granit aus dem 13. Jahrhundert und die Triumphkreuzgruppe aus dem 15. Jahrhundert. Von 1693 stammt ein Armenblock (Kollektenkasten) am Eingang, gestiftet von Boye Feddersen. Es befinden sich im Eingangsbereich auch 22 Emporenbilder, die früher wahrscheinlich an der alten Nordwand angebracht waren. Ferner existiert eine Reihe kunstvoll geschmiedeter Huthaken.
Auch die Emporenkanzel stammt aus dem Vorgängerbau. Sie wurde um 1630 im Renaissancestil geschaffen. Der Kanzelkorb wird durch Hermenpilaster gegliedert. Auf den Feldern dazwischen stellen farbig gefasste Reliefs Szenen aus der Heilsgeschichte dar, erläutert durch Bibeltexte in niederdeutscher Sprache. Den Schalldeckel über der Kanzel schuf der Bildschnitzer Jens Sönksen aus Langenhorn 1729 für die neue Kirche. Sein Aufbau zeigt den über Tod und Teufel triumphierenden Christus mit Engelputten, die der Gemeinde die Marterwerkzeuge „vor Augen halten“. Sönksen schnitzte auch den nicht mehr erhaltenen Prospekt der ersten Orgel.
Bestimmend sind im Innenraum der Christuskirche in ihrer heutigen Gestalt der barocke Hochaltar, der 1729/30 von den Familien Feddersen, Heseler und/oder Bar gestiftet wurde. Auf dem Altarretabel von 1729 ist die Kreuzigung Christi dargestellt. Über dem Wappen des Inspektors Fedder Feddersen (zwei gekreuzte Federn über Wasser) wird der gekreuzigte und siegreich auferstandene Christus mit der Siegesfahne dargestellt. Rechts und links des Hochaltars stehen Teile von alten Abendmahlsbänken, davor ein neuer Altartisch von 1970.
Auf der Bekrönung der südlich stehenden Sakristeiwand findet sich noch einmal das Feddersche Wappen, auf der nördlichen Sakristeiwandbekrönung deuten liegende „Pfriemen“ im Wappen der Familien Heseler und/oder Bar auf den Beruf des Schuhmachers hin.
An der Nordwand der Kirche hängt ein Bild von Carl Ludwig Jessen, einem Maler aus Deezbüll. Jessen stifte das Gemälde zum 400-jährigen Bestehen der Kirchengemeinde Niebüll 1883: Martin Luther, Kopie nach Lucas Cranach d. Ä. Die Erben des Pastors Petrus Axen schenkten der Kirchengemeinde ein Bild desselben. Der Maler ist unbekannt.

### Orgeln
Die erste Orgel in der Kirche, die beim Neubau 1729 angeschafft wurde, stand vermutlich auf der zweiten kleinen Empore. Ob jene Orgel von Pellworm oder aus Königsbüll/Alt-Nordstrand stammte, ist ungewiss. Organist war der Komponist Ulrich Anton Clausen Fehr, bevor nach Hadersleben wechselte.
1855/56 baute die Orgelbauwerkstatt Cornells aus Schleswig eine neue Orgel, welche aber bereits 1896 von der Orgelbauwerkstatt Marcussen & Søn aus Apenrade durch eine größere Orgel mit einem romanisierenden Prospekt ersetzt wurde. Die Orgel wurde in den 1970er Jahren von der Kieler Orgelbaufirma Paschen renoviert.

## Umgebung

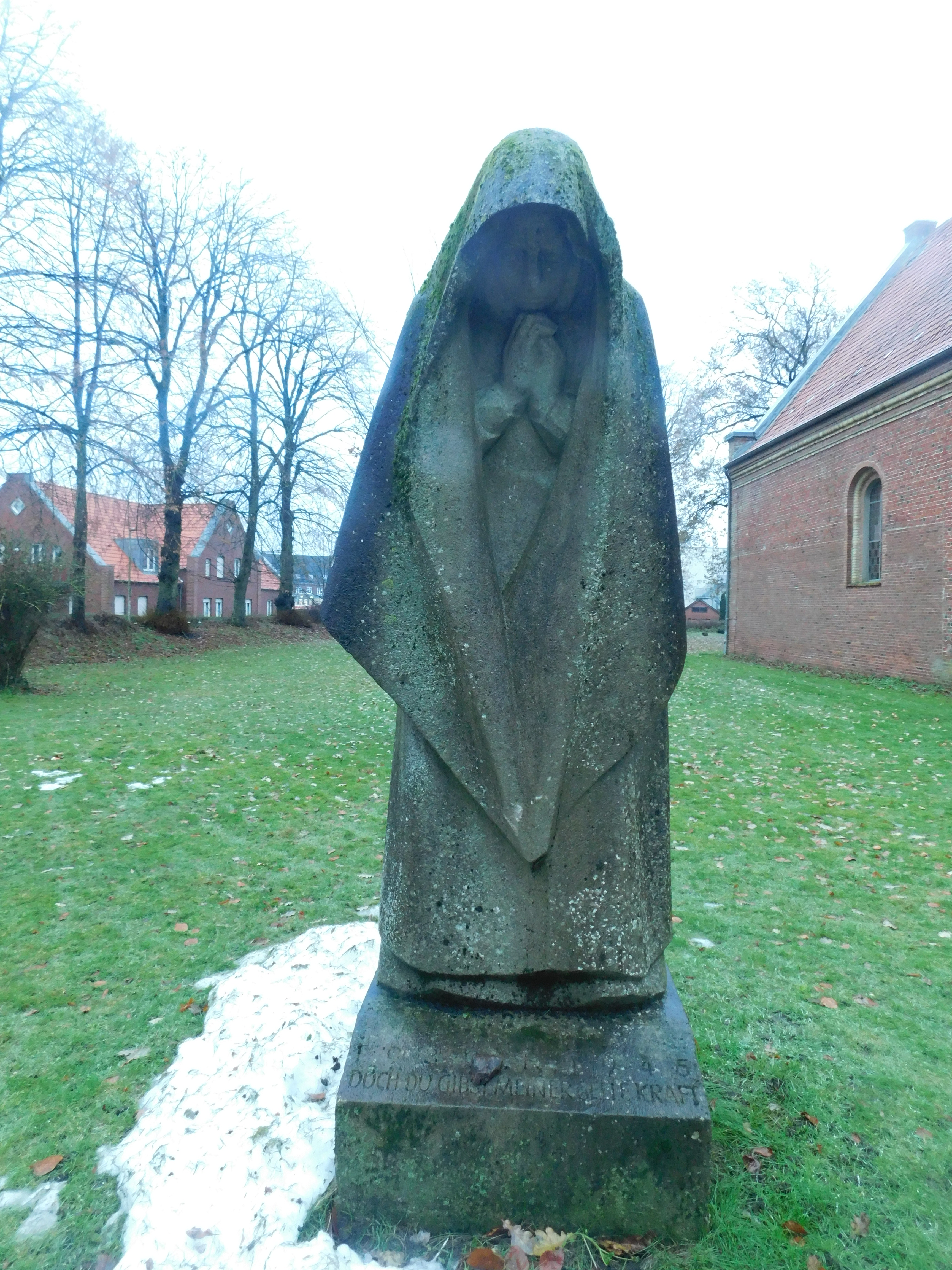
Statue Mutter

Auf dem ehemaligen Kirchhof steht nordwestlich der Kirche das Mahnmal „Mutter“, eine Plastik von Walter Rössler. An ihr findet jährlich die Gedenkfeiern zum Volkstrauertag statt. Es handelt sich um eine Statue aus Muschelkalkstein als Ersatz für das alte Kriegerdenkmal von 1871 unter der „Kaisereiche“ südwestlich des Doppeltores.